# مسجد حجتية
مسجد حجتية (بالفارسية: مسجد حجتیه) هو مسجد تاريخي يعود إلى عصر القاجاريون، ويقع في خوي.